# Janina Suszczewska
Janina Suszczewska (1936) es una deportista polaca que compitió en luge en las modalidades individual y doble. Ganó dos medallas en el Campeonato Mundial de Luge, plata en 1958 y bronce en 1963.

## Palmarés internacional
| Campeonato Mundial | Campeonato Mundial | Campeonato Mundial | Campeonato Mundial |
| Año                | Lugar              | Medalla            | Prueba             |
| ------------------ | ------------------ | ------------------ | ------------------ |
| 1958               | Krynica (Polonia)  | Medalla de plata   | Doble              |
| 1963               | Imst (Austria)     | Medalla de bronce  | Individual         |